# MegaCharts
 Der er for få eller ingen kildehenvisninger i denne artikel, hvilket er et problem. Du kan hjælpe ved at angive troværdige kilder til de påstande, som fremføres i artiklen.

MegaCharts er ansvarlig for opsætningen og udnyttelsen af en bred samling af officielle hitlister i Holland, hvor Mega Top 50 og Mega Album Top 100 er de mest kendte.